# Малюки Басбі

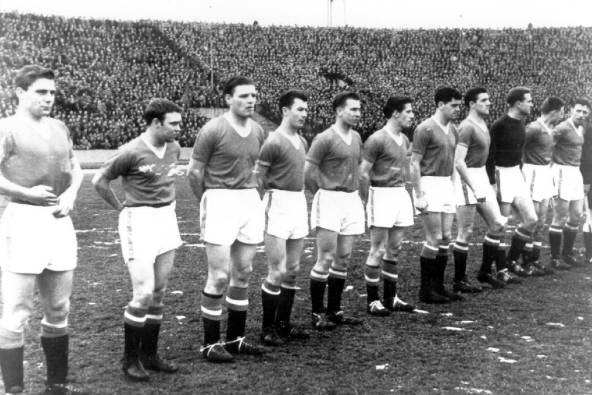
«Малюки Басбі» перед останнім матчем до авіакатастрофи

«Малюки Басбі» (англ. Busby Babes) — прізвисько групи футболістів англійського клубу «Манчестер Юнайтед», вихованих спочатку під керівництвом тренера молодіжної команди Джиммі Мерфі, а згодом — головним тренером «Юнайтед» Меттом Басбі.
«Малюки Басбі» прославилися не лише завдяки юному віку та обдарованості, але й тому, що всі вони були вихованцями «Манчестер Юнайтед», а не купленими у інших клубів, що було поширеною практикою в той час (як і зараз). Сам термін, придуманий, як вважається, журналістом газети Manchester United Evening News Томом Джексоном і зазвичай використовується відносно футболістів, які виграли чемпіонат Англії в сезонах 1955/56 і 1956/57, середній вік яких становив 21-22 роки.
Вісім «малюків Басбі» загинули у мюнхенській авіакатастрофі 1958 року, включаючи Дункана Едвардса, який вважався найперспективнішим гравцем з того складу «Юнайтед». Останнім із «малюків Басбі» ігрову кар'єру закінчив Боббі Чарльтон в 1975 році.
«Малюки Басбі»:
- Білл Фоулкс — центральний захисник
- Марк Джонс — опорний півзахисник
- Джекі Бланчфлауер — центральний півзахисник
- Альберт Скенлон — крайній півзахисник
- Едді Колман — крайній півзахисник
- Ліам Вілан — крайній півзахисник
- Боббі Чарлтон — півзахисник
- Данкан Едвардс — півзахисник
- Девід Пегг — крайній півзахисник
- Денніс Вайоллет — нападник
- Томмі Тейлор — нападник
- Едді Льюїс — нападник[4]